# Francesco Zana
Francesco Zana (Bergamo, 7 dicembre 1946) è un ex calciatore italiano, di ruolo difensore.

## Carriera
Bandiera della Massese con 218 presenze in otto stagioni, ha disputato tre campionati di Serie B con la maglia dei bianconeri (stagione 1970-1971, l'unica disputata in seconda serie dai toscani) e Perugia (dal 1973 al 1975), totalizzando complessivamente 114 presenze e una rete fra i cadetti.
Ha inoltre militato nella stagione 1974-1975 nelle file del Como, che ha conquistato la promozione in Serie A, senza scendere mai in campo in incontri di campionato a seguito di un grave infortunio. Nella successiva stagione 1975-1976 ha giocato in serie C con il Benevento e nella stagione 1976-1977 e 1977-1978 sempre in Serie C con la Paganese. Ha poi terminato la sua carriera, indossando nuovamente la maglia bianconera della Massese nella stagione 1978-79 in serie C2 ed infine nella stagione 1979-80 nell'allora serie "D", collezionando complessivamente 460 partite in carriera (114 in serie B, 292 in serie C e 34 in serie D, 12 in Coppa Italia e 8 nel torneo Anglo-Italiano)

## Palmarès

### Club

#### Competizioni nazionali
- Serie C: 1

Massese: 1969-1970